# Circus Circus Reno
Circus Circus Reno är både ett kasino och ett hotell som ligger i Reno, Nevada i USA. Den ägs och drivs av Caesars Entertainment, Inc. (tidigare Eldorado Resorts). Hotellet har totalt 1 571 hotellrum medan kasinot har en spelyta på 6 085 kvadratmeter (m2).
Kasinots grundstomme härrör från 1957 när varuhuset Grey Reid uppfördes som första varuhus i hela delstaten Nevada. 20 år senare fanns det planer på att utöka varuhuset med ytterligare två våningar, ett hotell och ett kasino. Planerna verkställdes dock aldrig på grund av att Grey Reid flyttade till andra lokaler i Renos centrum. Kasinoföretaget Circus Circus Enterprises, som ägde kasinot Circus Circus Las Vegas i Winchester, kontaktade ägarna till det tomma byggnaden samma år om att göra om det till ett kasino och hotell, vilket accepterades. Kasinot invigdes den 1 juli 1978 precis som konkurrenten Sahara Reno gjorde. I juni 1999 bytte Circus Circus företagsnamn till Mandalay Resort Group. 2005 blev Mandalay Resort Group uppköpta av MGM Mirage för $7,9 miljarder. Den 15 juni 2010 bytte MGM Mirage namn till MGM Resorts International. I november 2015 köpte Eldorado Resorts de resterande 50% i kasinot Silver Legacy Resort & Casino och hela Circus Circus Reno från MGM Resorts International för $72,5 miljoner I augusti 2019 meddelade Eldorado Resorts och universitetet University of Nevada, Reno att universitet skulle hyra Circus Circus Renos ena höghus för hotellverksamhet, det som inte är i anslutning till kasinot, under läsåren 2019–2020 och eventuellt 2020–2021 för en kostnad på $21,7 miljoner per år. Detta var en akutåtgärd för universitetet efter att i juli fått se två av sina studentbostäder bli nästintill totalförstörda av en gasexplosion.